# Grindley Brook
Grindley Brook – wieś w Anglii, w hrabstwie Shropshire. Leży 31 km na północ od miasta Shrewsbury i 241 km na północny zachód od Londynu.